# چپادائو دو لاگهادو
چپادائو دو لاگهادو (به پرتغالی: Chapadão do Lageado) یک منطقهٔ مسکونی در برزیل است که در سانتا کاتارینا واقع شده‌است. چپادائو دو لاگهادو ۳٬۰۰۶ نفر جمعیت دارد.